# 丛蚁鵙属
丛蚁鵙属(学名:Clytoctantes)是蚁鵙科下的一个属，现存两种，均分布于南美洲。该属的两种物种曾均被认为已经灭绝，直至2004年被重新发现。

## 种
- 丛蚁鵙属 Clytoctantes
  - 翘嘴丛蚁鵙（英语：Recurve-billed bushbird） Clytoctantes alixii  濒危(IUCN 3.1)[1]
  - 朗多尼亚丛蚁鵙（英语：Recurve-billed bushbird） Clytoctantes atrogularis  易危(IUCN 3.1)[2]